# Legenda Sfântului Gheorghe

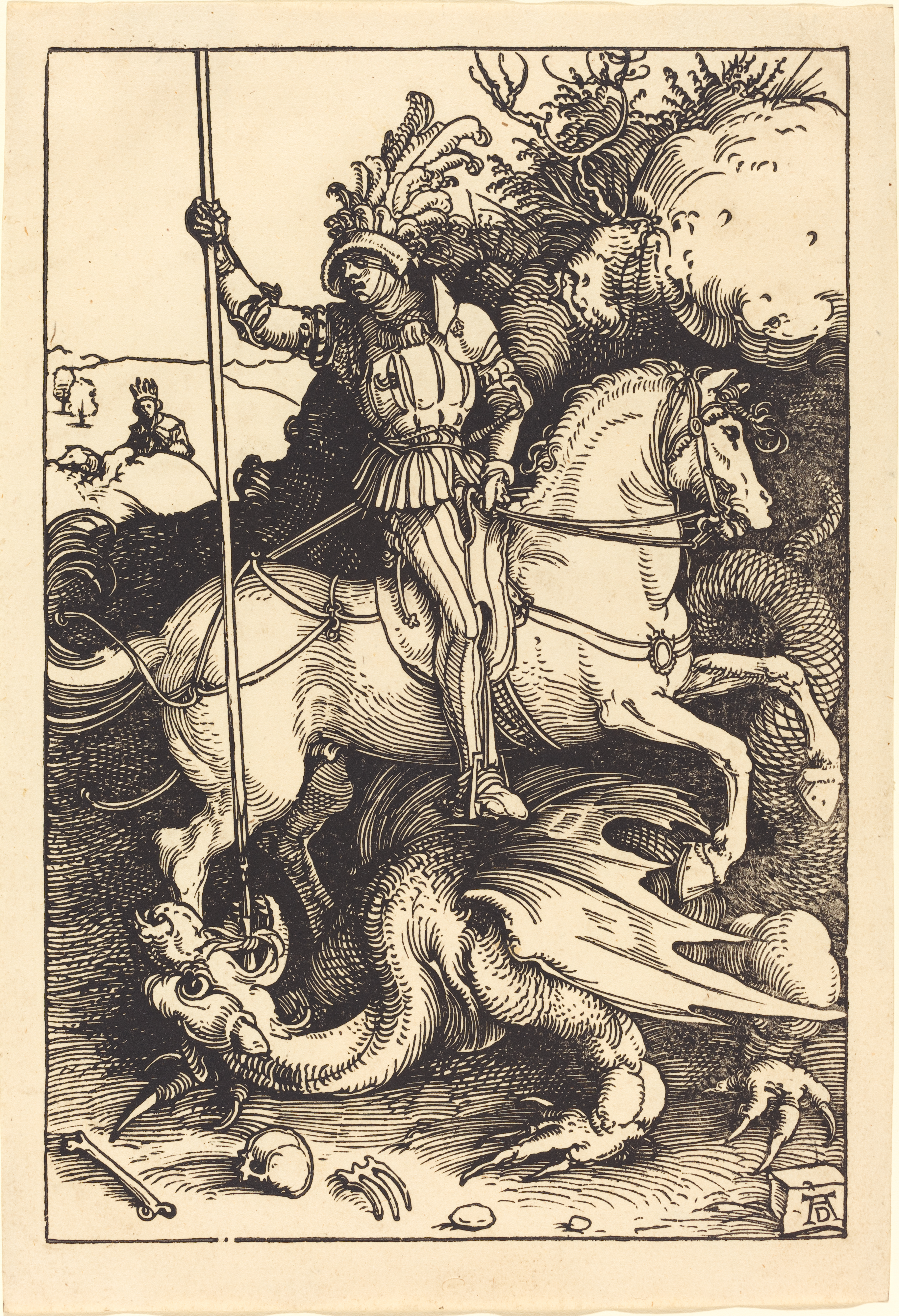
Sfântul Gheorghe ucigând balaurul, gravură în lemn de Albrecht Dürer (1501/4)

Într-o legendă, Sfântul Gheorghe  — un soldat venerat în creștinism  — învinge un dragon. Povestea spune că dragonul cerea tribut de la săteni. Când au rămas fără vite și mărfuri pentru dragon, au început să ofere o dată pe an un tribut sub forma unui om. Acest lucru a fost acceptabil pentru săteni până când o prințesă a fost aleasă ca următoarea ofrandă. Atunci Sfântul o salvează pe prințesă și ucide dragonul. Narațiunea a fost plasată pentru prima dată în Cappadocia, primele surse apărând în secolele al XI-lea și al XII-lea, dar a fost transferată în Libia în Legenda de Aur din secolul al XIII-lea.
Povestea are origini precreștine (Iason și Medeea, Perseus și Andromeda, Typhon etc.), și este consemnată în viețile diverșilor sfinți înainte de atribuirea ei în mod specific Sfântului Gheorghe. A fost atribuită Sfântului Teodor Tiro în secolele al IX-lea și al X-lea și a fost transferată pentru prima dată la Sfântul Gheorghe în secolul al XI-lea. Cea mai veche înregistrare cunoscută despre Sfântul Gheorghe ucigând un dragon se găsește într-un text georgian din secolul al XI-lea.
Legenda și iconografia s-au răspândit rapid prin sfera culturală bizantină în secolul al XII-lea. A ajuns la tradiția creștină occidentală încă în secolul al XII-lea, prin cruciade. Cavalerii primei cruciade credeau că Sfântul Gheorghe, împreună cu sfinții săi soldați Dimitrie, Mauriciu, Teodor și Mercurius au luptat alături de ei la Antiohia și Ierusalim. Legenda a fost popularizată în tradiția occidentală în secolul al XIII-lea, pe baza versiunilor sale latine din Speculum Historiale și Legenda de Aur. La început legată doar de romantismul cavaleresc, legenda a fost popularizată în secolul al XIII-lea și a devenit un subiect preferat literar și al pictorilor în Evul Mediu târziu și Renaștere fiind și parte integrantă a tradițiilor creștine legate de Sfântul Gheorghe atât în tradiția orientală, cât și în cea occidentală.